# Oberdiebach
Oberdiebach est une municipalité de la Verbandsgemeinde Rhein-Nahe, dans l'arrondissement de Mayence-Bingen, en Rhénanie-Palatinat, dans l'ouest de l'Allemagne. Elle est constitituée des quartiers Oberdiebach, Rheindiebach (à front de Rhin) et Winzberg, et située dans la partie supérieure du Rhin Moyen élevé en 2003 au rang d'héritage mondial.

## Galerie d'images

Localisation d'Oberdiebach dans la Verbandsgemeide et dans l'arrondissement
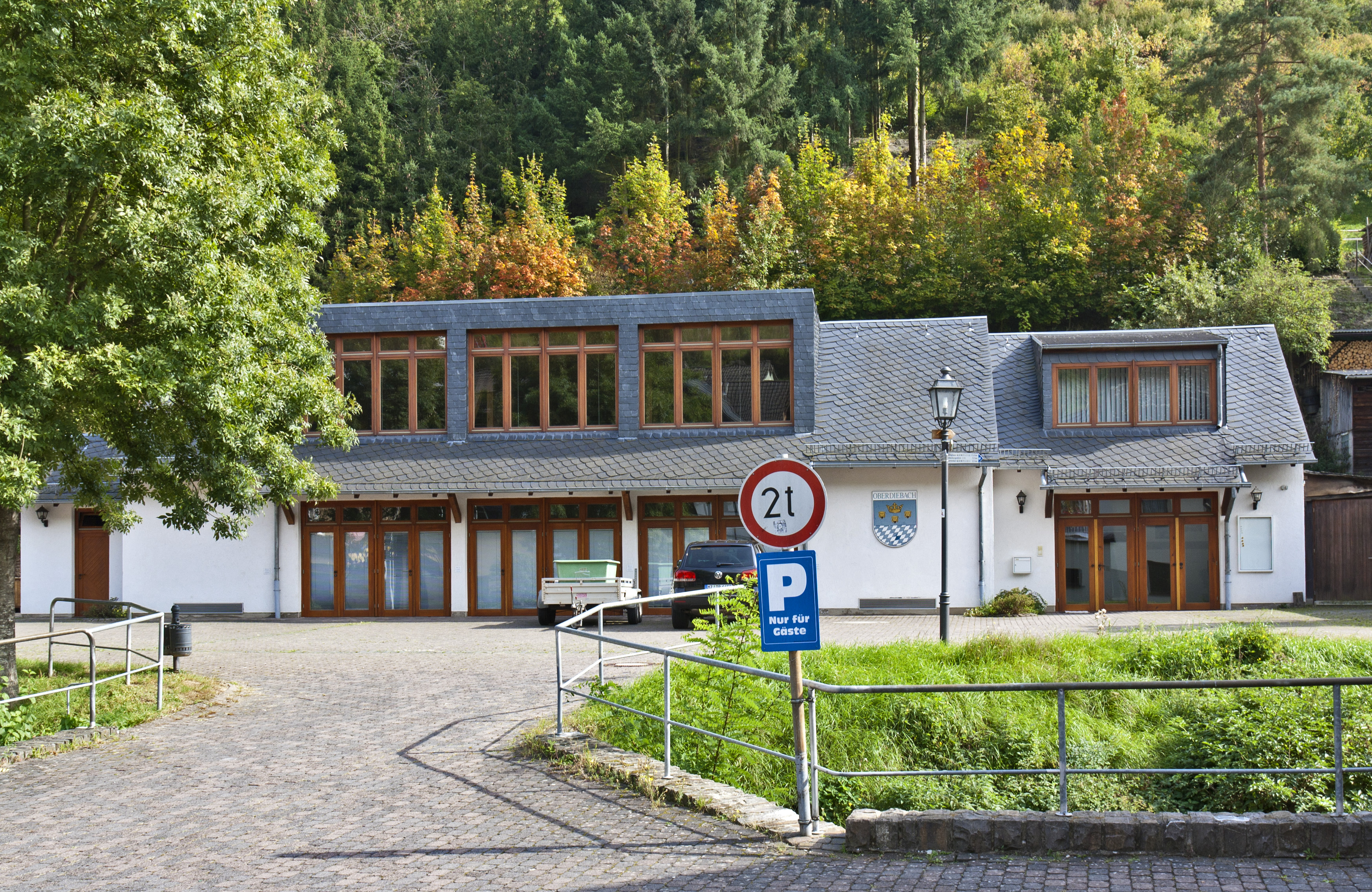
La mairie Fürstenberghalle Gemeindeverwaltung
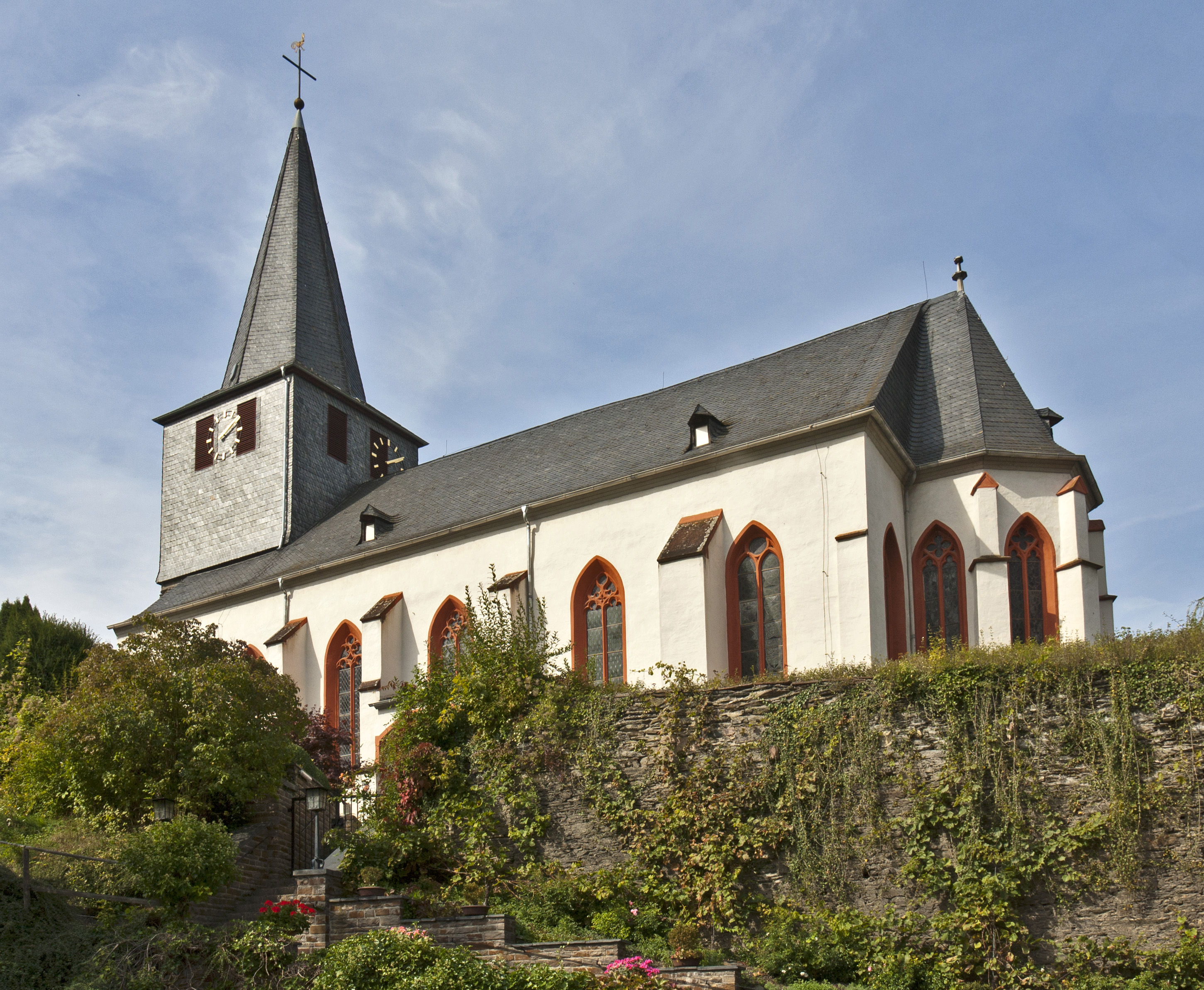
Église évangélique
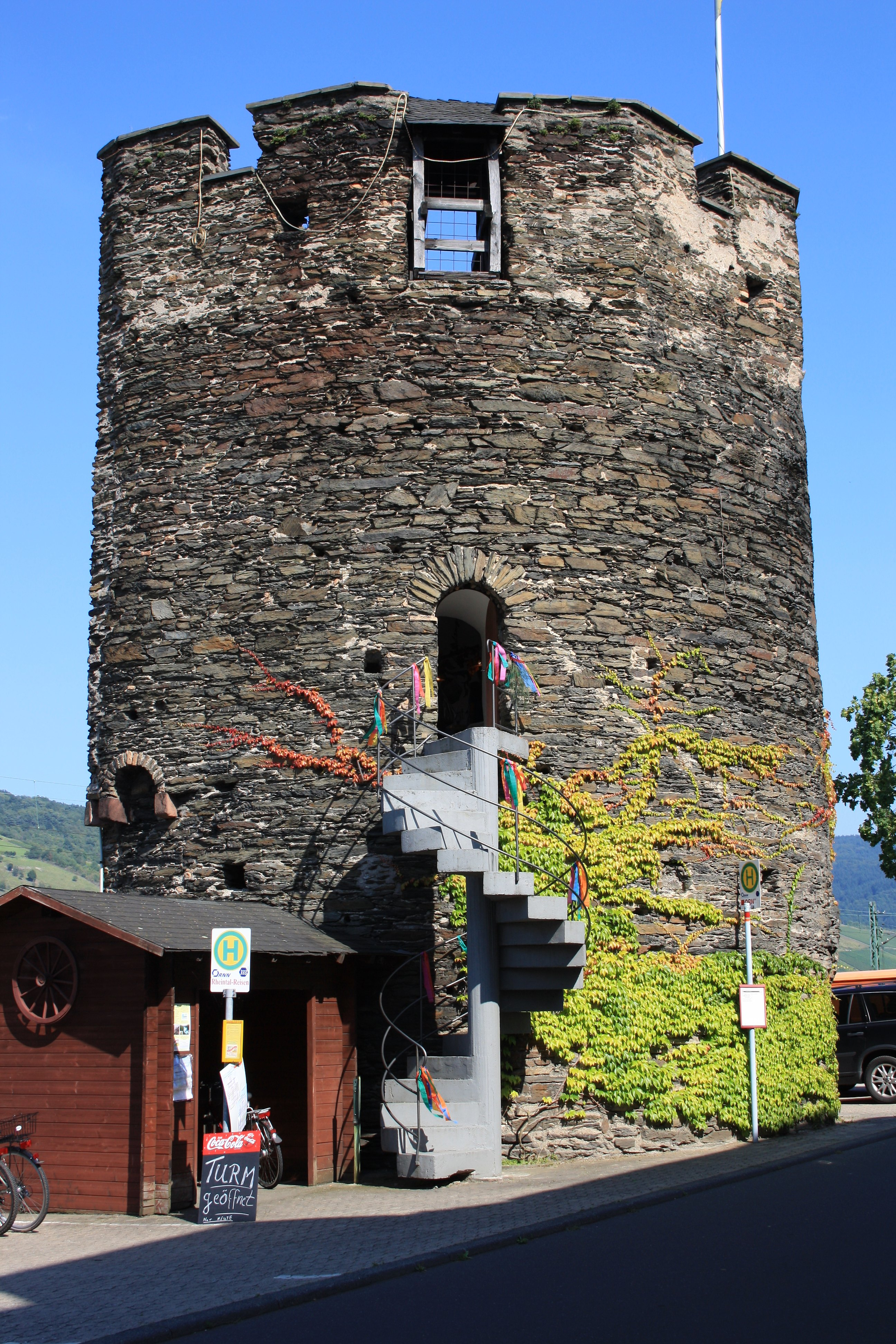
Tour d'Oberdiebach
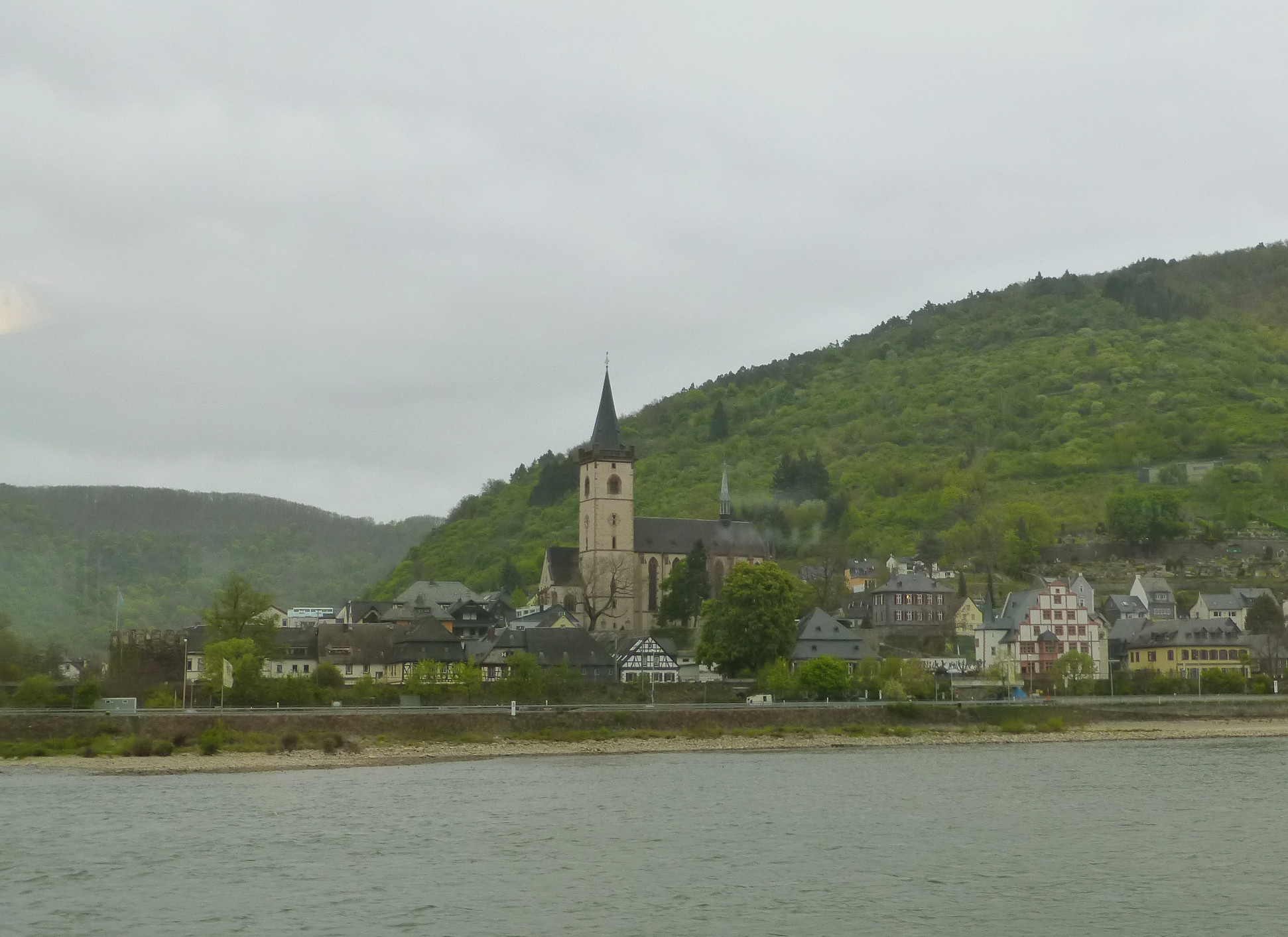
Le Rhin à Rheindiebach